# Hornostajivský rajón
Hornostajivský rajón (ukrajinsky Горностаївський район) byl rajón v Chersonské oblasti na Ukrajině. Hlavním městem byla Hornostajivka a rajón měl přibližně 19 tisíc obyvatel. 

## Sídla v rajónu
- Hornostajivka